# Ted Hazekamp
Theodorus Maria (Ted) Hazekamp ('s-Gravenhage, 1 december 1926 – Nieuwkoop, 19 maart 1987) was een Nederlands politicus.
Hazekamp was een uit de katholieke middenstandsorganisatie afkomstige KVP- en CDA-politicus. Na een korte periode in de Tweede Kamer werd hij staatssecretaris van Economische Zaken in het kabinet-Den Uyl. Hij bracht wetten tot stand die consumenten beter moesten beschermen en versoepelde de winkelsluitingswet. Hij ging over naar het eerste kabinet-Van Agt en werd nadien voorzitter van het Produktschap Vis- en Visprodukten.
- Biografisch Portaal: 85342668
- International Standard Name Identifier: 0000 0003 9400 1479
- Nederlandse Thesaurus van Auteursnamen: 308035348
- Parlement.com: vg09llg4a8zj
- Virtual International Authority File: 288379972